# Brüsseler Konferenz der KPD
Die Brüsseler Konferenz der KPD fand vom 3. bis 15. Oktober 1935 in Kunzewo bei Moskau statt. Aus konspirativen Gründen wurde als Tagungsort Brüssel angegeben. Die Konferenz wird als 13. Parteitag der KPD gezählt.

## Hintergrund
Die Brüsseler Konferenz war die erste Parteikonferenz der KPD nach der Machtübernahme der Nationalsozialisten in Deutschland. Den Bericht des Zentralkomitees der KPD erstatteten Wilhelm Pieck und Wilhelm Florin. Referate hielten Walter Ulbricht, Anton Ackermann und Franz Dahlem. Unter den ausländischen Gästen befand sich das Mitglied des Exekutivkomitees der Kommunistischen Internationale und Führer der Kommunistischen Partei Italiens Palmiro Togliatti.
Im Vorfeld der Konferenz standen sich zwei Richtungen gegenüber. Eine starke Gruppe der KPD-Führung (unter anderem Dahlem, Florin, Fritz Schulte und Hermann Schubert) vertrat die Ansicht, dass die Politik der Partei vor 1933 richtig gewesen war, eine Änderung demzufolge nicht notwendig sei. Ulbricht, Pieck und andere orientierten dagegen auf eine grundlegende Überprüfung der bisherigen Strategie und Taktik der KPD im antifaschistischen Kampf.

## Beschlüsse
Die Konferenz orientierte, ausgehend von den Beschlüssen des VII. Weltkongresses der Kommunistischen Internationale, auf die Schaffung einer Aktionseinheit aller Teile der Arbeiterklasse und der antifaschistischen Volksfront und korrigierte damit ihre bisherige Politik. Das betraf vor allem das Verhältnis zur SPD, die bis dahin von der KPD immer wieder als sozialfaschistisch diffamiert worden war und als politischer Hauptgegner angesehen wurde. Mit der Resolution Der neue Weg zum gemeinsamen Kampf aller Werktätigen für den Sturz der Hitlerdiktatur und dem Manifest An das werktätige deutsche Volk! wies sie den Weg zum Sturz des Hitlerregimes, zur Verhinderung des Krieges und zur Errichtung eines freien, demokratischen Deutschlands. Die Beschlüsse der Brüsseler Konferenz waren die Grundlage für das auf der Berner Konferenz der KPD ausgearbeitete Programm für eine neue demokratische Republik.
Darüber hinaus wurde Ernst Thälmann erneut zum Vorsitzenden der KPD gewählt und Wilhelm Pieck beauftragt, diese Funktion während der Zeit der Haft Thälmanns wahrzunehmen.